# Рейфер Джонсон
Рейфер Джонсон  (англ. Rafer Johnson; 18 серпня 1935 — 2 грудня 2020) — американський легкоатлет, олімпійський чемпіон.

## Виступи на Олімпіадах
| Олімпіада     | Дисципліна    | Місце |
| ------------- | ------------- | ----- |
| Мельбурн 1956 | десятиборство | 2     |
| Рим 1960      | десятиборство | 1     |